# Сер Річард Райвс

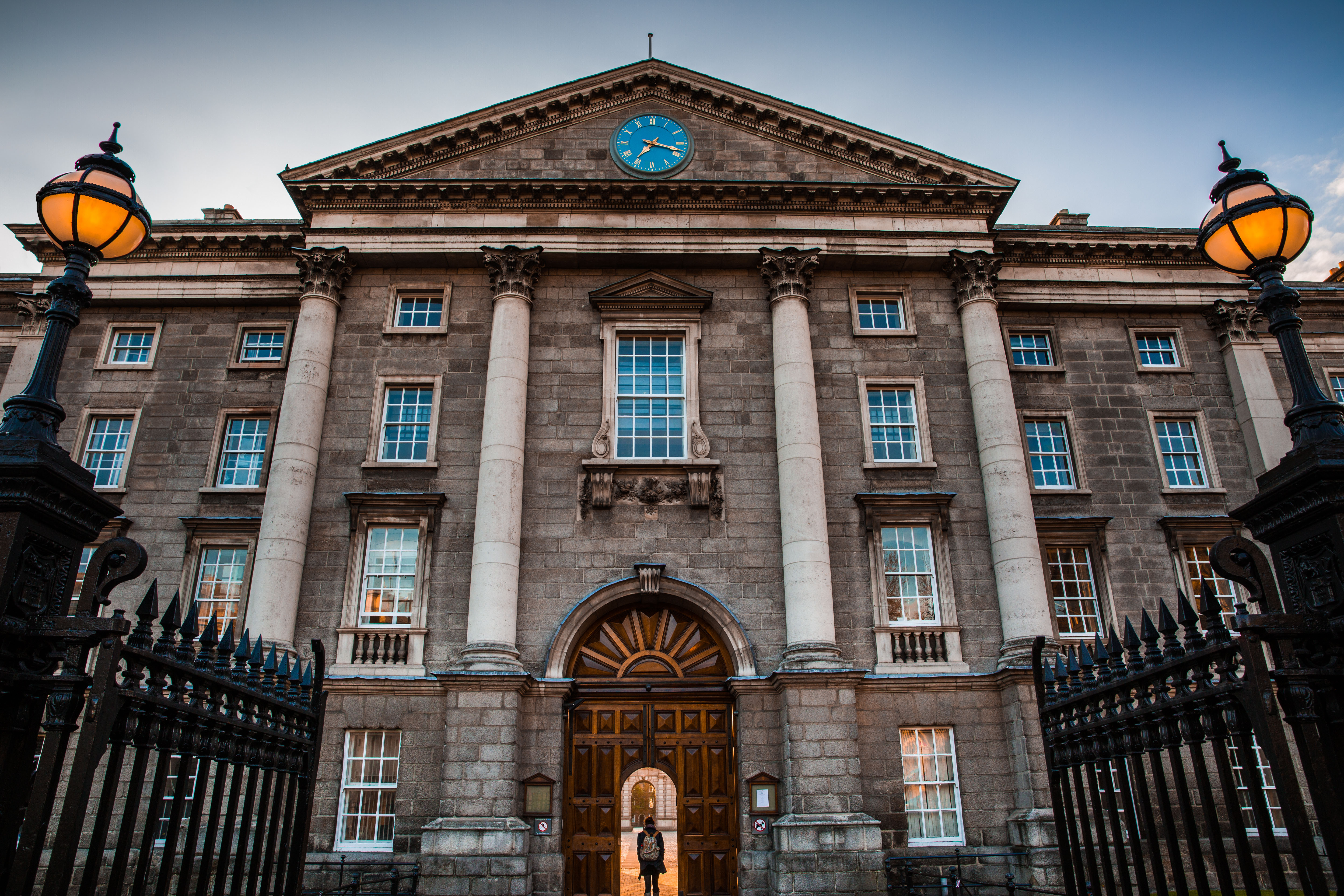
Трініті-коледж, Дублін.

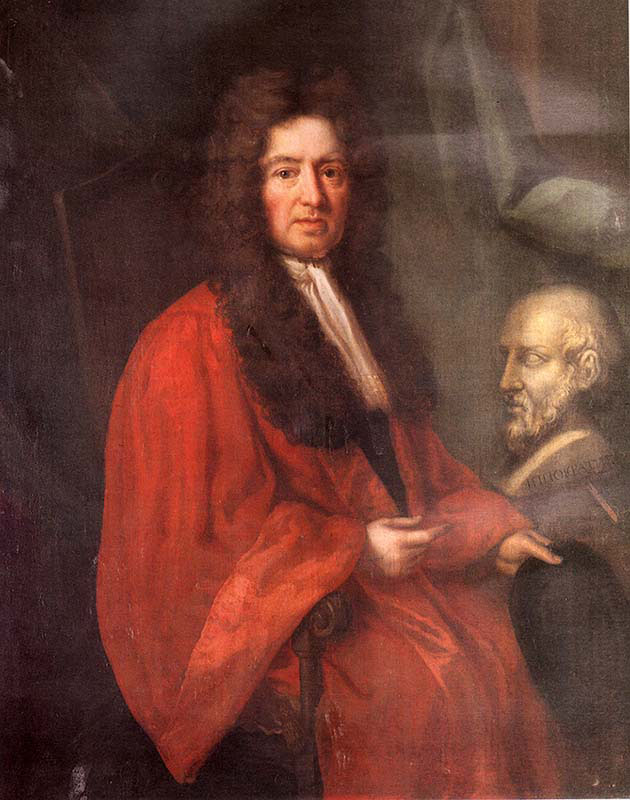
Джон Стерн (1624—1669) — вчений, академік, засновник Ірландського медичного коледжу.

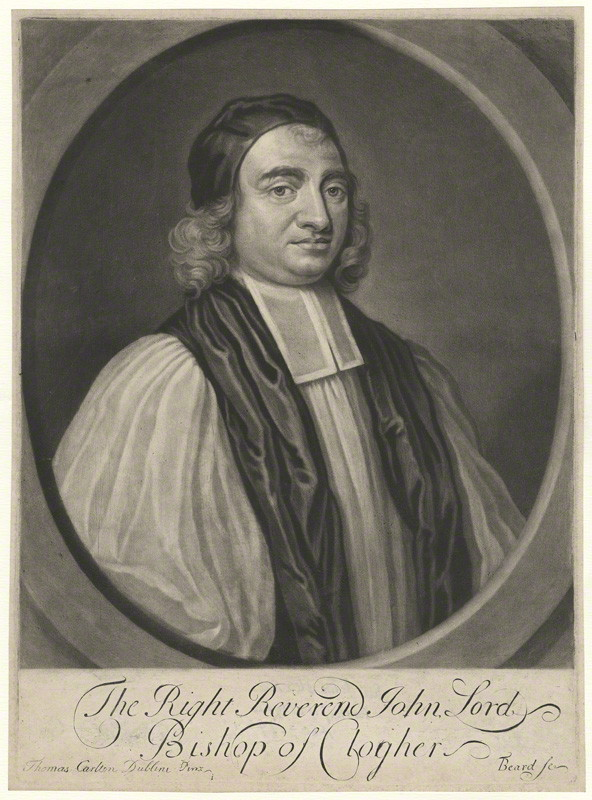
Джон Стерн (1660—1745) — єпископ Клогера.

Сер Річард Райвс (1643—1693) — відомий ірландський суддя, політик, барон казначейства Ірландії, судовий реєстратор Дубліна, уповноважений охоронець Велиуої Державної Печатки Ірландії в 1690 році.

## Життєпис

### Походження
Сер Річард Райвс народився в Дубліні. Він був старшим сином Чарльза Райвса — екзаменатора Канцлерського суду Ірландії. Чарльз Райвс помер у 1675 році. Матір'ю Річарда Равса була дружина Чарльза Равса Джейн Огден. Річард Равс був онуком сера Вільяма Райвса — судді Суду королівської лави Ірландії в 1636—1648 роках. Річард Равс був онуком Вільяма Равса та його першої дружини про яку мало що відомо. Родина Райвс походила з Даморі, що в Дорсеті, і пізніше сер Вільям володів землями в графствах Віклоу, Кілкенні та Карлоу, більшість з яких він втратив під час Ірландського повстання за незалежність 1641 року. Проте Річард Райвс пишався тим, що він «справжній дублінець». У нього був один брат — Джером Райвс, декан собору Святого Патріка в Дубліні, і була одна сестра Дороті, що вийшла заміж за видатного лікаря Джона Стерна, засновника Ірландського коледжу лікарів, і була матір'ю Джона Стерна, єпископа Клогер.
У 1673 році Річард Райвс одружився з Мері Севідж, донькою Валентина Севіджа з Дубліна та його дружини Енн Готон. Мері севідж була сестрою Філіпа Севіджа, міністра фінансів Ірландії. У цьому шлюбі були діти.
Спочатку Річард Райвс жив на Сент-Майкл-Лейн, потім на Літл-Грін, що примикає до Кепел-стріт, де сусідом був його колега сер Стендіш Гартстонг, І баронет Гардсон.

### Кар'єра
Річард Райвс отримав освіту в Трініті-коледжі у Дубліні. Його покликали до англійської колегії адвокатів, а потім у 1669 році він повернувся до адвокатської практики в Ірландії. Він користувався заступництвом герцога Ормонд, через якого отримав посаду судового реєстратора Кілкенні в 1671 році. Він також був головним протонотарієм (клерком) Суду королівської лави Ірландії разом зі своїм зятем Філіпом Севіджем. У 1680 році посада судового реєстратора Дубліна стала вакантною. Річард Райвс, що пишався тим, що він «дитя міста» (тобто справжній дублінець), подав заявку й отримав її. Він був прийнятий до юридичної спілки «Міддл Темпл» (був «покликаний благодаттю», як він сам висловився) у 1669 році.
У 1682 році сера Річарда Стівенса було звільнено з посади другого сержанта Ірландії на тій підставі, що він був нонконформістом у віросповіданні. Річард Райвс, що стверджував, що є найстаршим радником короля, очікував призначення на цю посаду та був гірко розчарований, коли його обійшли на користь досить незрозумілого адвоката на ім'я Вільям Беккет. Незабаром він отримав посаду третього сержанта Ірландії. Цей офіс був нещодавнім нововведенням, створеним спеціально для сера Джона Ліндона, який так само розчарувався у своїх сподіваннях стати або другим сержантом, або суддею Високого суду Ірландії. Річард Райвс був підвищений до другого сержанта пізніше в 1683 році. Він об'єднав посади сержанта та судового реєстратора, незважаючи на те, що остання посада мала відоме велике навантаження, що могло сприяти погіршенню його здоров'я. У 1685 році його замінив Гаррет Діллон на посаді судового реєстратора.
Як віг і протестант, Річард Райвс неминуче потрапив у немилість римо-католицького короля Англії, Шотландії та Ірландії Якова II і був усунутий з посади сержанта Ірландії в 1687 році. Після прибуття короля Якова ІІ в Ірландію в 1689 році Річард Райвс був названий одним із «ворогів короля», яким було заборонено бути на державній службі якобітським патріотичним парламентом Ірландії. Річард Райвс переїхав до Англії та підтримав так звану «Славетну Революцію» 1688 року. Повернувшись до Ірландії в 1689 році, він відправився в якості судді присяжних до Ольстера, а потім був призначений одним із уповноважених Великої Державної Печатки Ірландії в 1690 році, а потім був повторно призначений сержантом Ірландії. Він відхилив пропозицію відновити роботу в Дубліні на тій підставі, що велике робоче навантаження було занадто великим для його погіршеного здоров'я. Офіси другого та третього сержантів Ірландії були прибутковими, але обов'язки, які до них додавалися, не були обтяжливими: його наступник на посаді третього сержанта Алан Бродрік зізнався, що на цій посаді йому майже не було роботи. Річард Райвс прийняв посаду барона казначейства Ірландії.

### Смерть
Річард Райвс страждав від поганого здоров'я протягом усього свого життя, і до 1691 року він, став недієздатним. Попереднього року він посилався на свою «велику хворобу». Він зайняв місце в казначейському суді Ірландії в 1692 році, але помер на початку наступного року.